# Нижній Клин
Нижній Клин (рос. Нижний Клин) — село в Суджанському районі Курської області Російської Федерації.
Населення становить 1 особу. Входить до складу муніципального утворення Свердликовська сільрада.

## Історія
Населений пункт розташований на території українського етнічного та культурного краю Східна Слобожанщина.
Від 2004 року входить до складу муніципального утворення Свердликовська сільрада.
6 серпня 2024 року було зайняте українськими військами в результаті Курського наступу.

## Населення
| 2002 | 2010 |
| ---- | ---- |
| 3    | ↘1   |